# 克林特·希爾
克林特·希爾（英語：Clint Hill；1978年10月19日—）是一位英格蘭足球運動員，在場上的位置是中後衛或左後衛。

## 外部連結
- Clint Hill profile （页面存档备份，存于） at the Queens Park Rangers website
- 足球数据库：克林特·希爾的球员统计数据